# 奧斯丁·馬當
奧斯丁·艾伯特·馬當（英語：Austin Albert Mardon, 1962年6月25日—），是一名加拿大作家、社區領袖和傷殘人士權利教育家。他擔任過阿爾伯塔大學都塞特健康倫理學院(John Dossetor Health Ethics Centre)的教授助理，並於2007年獲得加拿大最高平民榮譽勳章。在80年代中期，他在埃德蒙顿創立了非營利機構加拿大南极研究所 （页面存档备份，存于）。马当的妻子凯瑟琳·马当是一位律师及活动家，马当与凯瑟琳曾联名撰写过一些书籍。

## 生平
馬當出生於加拿大亞伯達省艾德蒙頓市，在萊斯布里奇長大，現定居於他的出生地埃德蒙顿。他的父親為退休大學授歐內斯特・馬當。
馬當的祖父，同名為奧斯丁・馬當在劍橋大學畢業後成為了比較古典文化和歷史科教授。馬當的祖父和祖母，瑪莉，買下了蘇格蘭的阿多斯城堡。該物業業權於一九八三年前都為馬當家族擁有。
马当幼年时体弱多病，因此经常在夏威夷和妈妈姐姐一起度过冬天。幼年马当被认为是一个极客，曾在学校科学博览会上获奖。在初中和高中，马当一直被欺负，进入大学后虽然情况有所改善，但欺凌在那时已经对马当造成了损害。在他十几岁的时候，他在苏格兰生活了一段时间，并在格勒诺布尔大学（Grenoble University）学习，在那里他被接纳为同伴，且经常和同伴一起打橄榄球。 这段经历也使他开始扩展他对世界和生活方式的了解，并开始与其他国际学生交流思想。
由于他来自一个学术家庭，马当博士努力想要继承家族的学术生活，但在大学期间，除了地理之外，马当在其他课程都没有成功。以此为标志，他决定专门追求地理研究，他的一位老师形容他仿佛一种学术性的臀位出生 - “一开始就有很大的困难，但后来找到了自己的立足点”。
他还曾在加拿大初级保护区服役，在萨斯喀彻温省Dundurn的加拿大武装部队基地接受基本训练。
馬當博士在一九八五年於萊斯布里奇大學地理學系畢業後繼而於一九八八年美國南達科塔州立大學取得地理學碩士學位。他在一九九零年於德克薩斯州農工大學取得教育碩士學位。在二零零零年，他透過遠距教學在格林威治大學（諾福克島）取得博士學位。他並在2011年獲得阿爾伯塔大學榮譽法學學位（法學博士）。

## 事業
一九八六年，在南達科塔州立大學工作時，馬當博士被應邀成為1986-87美國航空航天局和美國國家科學基金會的南極隕石考察成員。離南極站170英里，他的研究小組發現了數百隕石。在他逗留期間，他的肺部遭受了嚴重損害，並造成了永久的咳嗽。其後，他得到了美國國會南極服役獎章。
回到艾伯塔省后，他在卡尔加里大学和莱斯布里奇大学讲授南极洲的讲座。 他获得了一次面试，成为加拿大/北极从北西伯利亚到加拿大北极地区埃尔斯米尔岛的北极横断面的成员，但遗憾未能参加这次探险。
马当是西北地区Resolute附近加拿大北极地区陨石恢复失败的探险队的一员，并撰写了一篇关于他与当地人交谈的文章以及因纽特人对陨石的看法。他本应该参加80年代后期的阿根廷南极考察队，但在阿根廷南极基地发生火灾导致他的成员资格被取消。
马当对天文科学最重要的贡献之一是他在盎格鲁 - 撒克逊编年史上写的一系列文章。 “纪事报”是对中世纪时期英格兰不同事件的评论。 在他的父亲，一位中世纪学者的帮助下，马当博士发现了“纪事”中提到的十一个彗星事件，这些事件在天文学文献中没有被提到，以及“纪事报”中记录的两个流星雨 。
1991年，马当博士应邀参加由苏联地理学会赞助的南极探险队。他在莫斯科会见了一些探险队官员，当地只提供了少量的信息，住宿安排和欢迎仪式。他很快发现这是因为他受到了当局的怀疑，很快，他先被GRU逮捕，然后被克格勃逮捕。马当博士受到询问，被关押了一段时间，被迫在莫斯科街头徘徊，由疑似间谍的人护送，或是由警卫导游。 在莫斯科经历了悲惨的经历后，马尔登博士最终获得了通往加拿大的通道，并且收到了莫斯科官方的正式道歉信。
馬當已編輯，撰寫和出版了50本圖書。他已出版了有關加拿大政治，歷史，心理健康，科學，地理，小說，兒童小說以及大量學術文章和摘要的書籍。在一九九二年，馬當被診斷患有精神分裂症。從那時起，他的許多作品探討了精神疾病的話題，並特別關注那些需要提供援助的殘疾人士。2011年，加拿大医学会（CMA）授予Mardon博士CMA荣誉勋章，以表彰“[...]对医学研究和教育进步的个人贡献。” 关于向马尔登博士颁发奖章，CMA主席杰夫特恩布尔说：“马尔登博士不知疲倦地帮助加拿大人更好地了解精神疾病的问题。勇敢地谈论他自己的经历，他是真正的在改变这个国家被夸大其词的精神疾病所带来的阴影。”马当博士在2006年获得了他最负盛名的荣誉——加拿大勋章。